# Riboflavina
A riboflavina (lactoflavina ou vitamina B2; designada no passado também por vitamina G; nome sistemático 7,8 - dimetil-10-(D-1'-ribitil)-isoaloxazina) é um composto orgânico (flavina) da classe das vitaminas. No organismo humano, favorece o metabolismo das gorduras, açúcares e proteínas e é importante para a saúde dos olhos, pele, boca e cabelos.
A riboflavina é utilizada como corante alimentar, sob a designação E101 ou E101a (quando na forma fosfatada). A deficiência em riboflavina provoca rachaduras nos cantos da boca e nariz, estomatite, coceira e ardor nos olhos, inflamações das gengivas com sangramento, língua arroxeada, pele seca, depressão, catarata, letargia e histeria.
A riboflavina é necessária na síntese do dinucleótido de flavina-adenina (FAD) e do mononucleótido de flavina (FMN), dois cofactores enzimáticos essenciais no funcionamento de enzimas importantes em diversas vias metabólicas. É uma molécula fotossensível, degradando na presença de luz.

## História

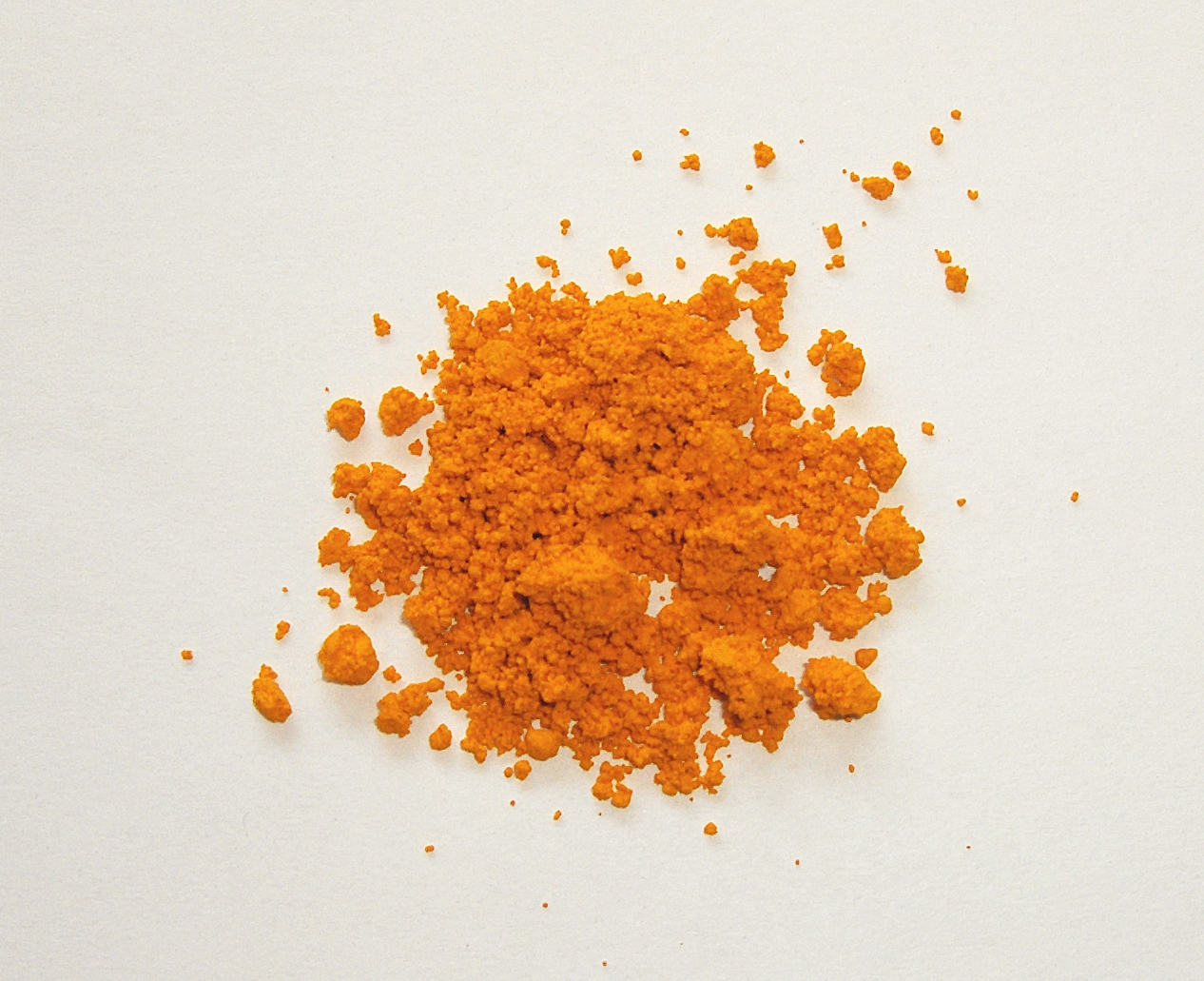
Riboflavina em pó.

## Metabolismo in vivo

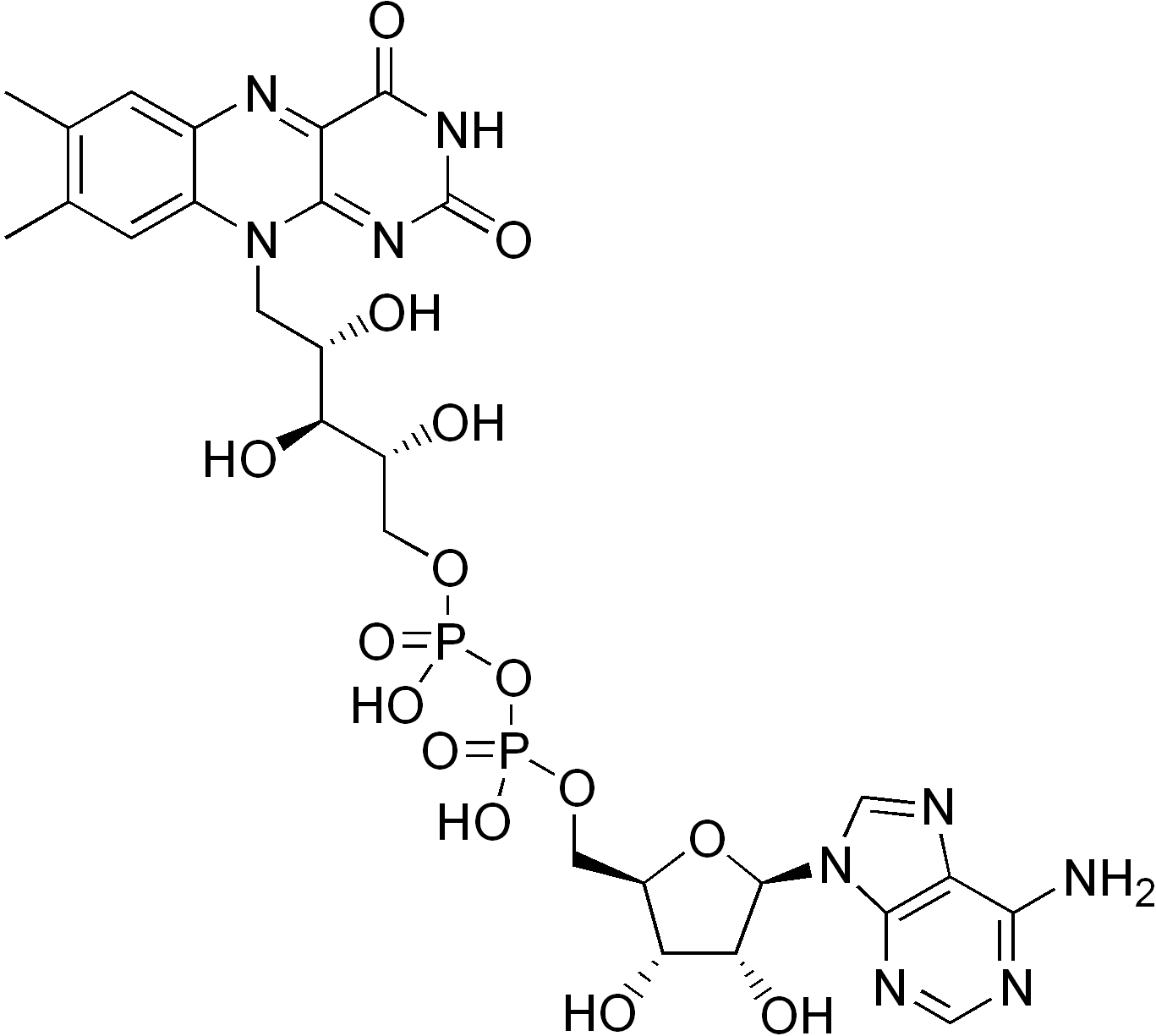
Dinucleótido de flavina e adenina (FAD).

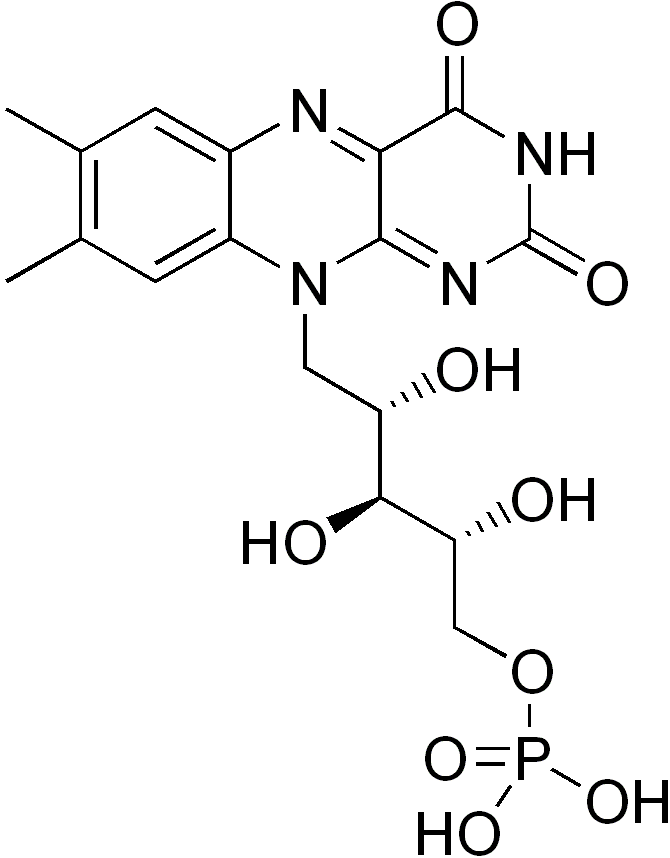
Mononucleótido de flavina (FMN).

## Síntese industrial

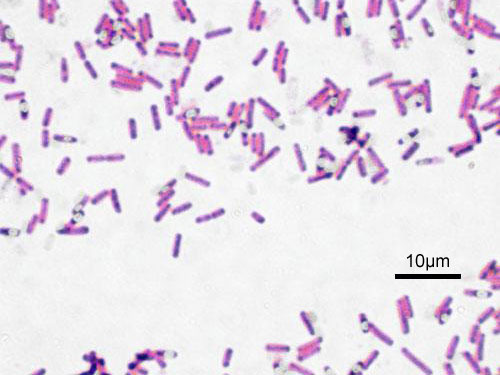
Bacillus subtilis.

## Características físico-químicas

Estrutura da riboflavina evidenciando o grupo flavina (caixa superior, a amarelo) e o grupo ribitilo (caixa inferior, a verde).

As flavinas são compostos orgânicos baseados no anel tricíclico isoaloxazina. A adição de grupos metilo nos carbonos 7 e 8 e de uma cadeia ribitilo na posição 10 (azoto) da isoaloxazina forma a riboflavina (7,8-dimetil-10-ribitil-isoaloxazina). O radical ribitilo deriva do açúcar ribitol, um álcool obtido através da redução da ribose.
A presença do grupo flavina (composto de aneis heterocíclicos) confere propriedades espectroscópicas características deste grupo de moléculas, como uma coloração amarela a laranja, e fluorescência.
A adição de grupos químicos à cadeia ribitilo origina outras flavinas: o mononucleótido de flavina (FMN) é uma forma fosforilada da riboflavina; o dinucleótido de flavina e adenina (FAD) possui adicionalmente um grupo adenina ligado por dois fosfatos ao ribitilo. Tanto a riboflavina como os cofactores dela derivados são capazes de transferência electrónica graças à presença do grupo isoaloxazina, e fazem normalmente parte de proteínas transportadoras de electrões e oxidorredutases.
Em flavoproteínas, é a cadeia ribitilo do FAD ou FMN que usualmente interage com a cadeia polipeptídica. A própria riboflavina serve de cofactor nas proteínas de ligação à riboflavina (em inglês, riboflavin-binding proteins), um dos tipos de flavoproteínas mais estudado.
A riboflavina é uma molécula anfipática: a parte da isoaloxazina semelhante ao xileno é predominantemente hidrofóbica, podendo interagir com aminoácidos hidrofóbicos em proteínas; a outra extremidade da isoaloxazina, semelhante a pirimidina, é mais hidrofílica e capaz de estabelecer ligações de hidrogénio com aminoácidos polares. É por esta razão pouco solúvel em água (130 mg/L a 27 °C). O anel central (pirazina) é o principal responsável pela actividade redox presente em flavinas. É também uma molécula fotossensível, sendo destruída rapidamente por exposição à luz, mas resistente ao calor (e portanto à maioria dos procedimentos de cozedura de alimentos).
No seu estado puro, apresenta-se normalmente sob a forma de pó cristalino de cor amarela ou laranja. É instável em soluções alcalinas, com uma estabilidade máxima a pH 6.

## Nutrição

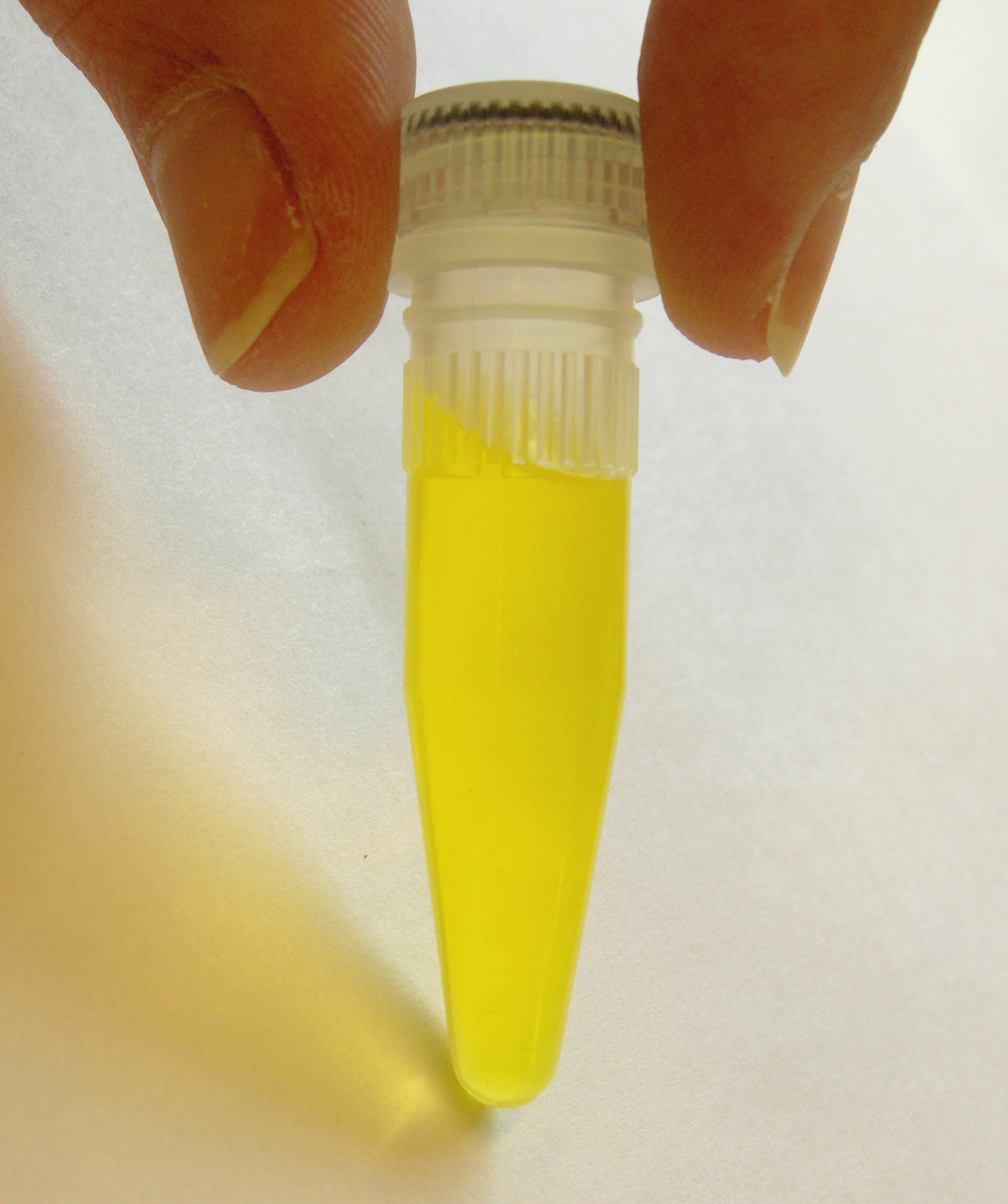
Riboflavina em solução.

O organismo humano é incapaz de sintetizar riboflavina. Para a síntese de cofactores enzimáticos indispensáveis ao funcionamento normal do metabolismo, é necessário incluir esta vitamina na dieta humana. A riboflavina produzida pela flora intestinal é uma importante fonte desta vitamina em seres humanos.

### Dose diária recomendada
Nos Estados Unidos, a Food and Drug Administration (FDA) recomenda oficialmente uma dose diária de 1,7 mg de riboflavina, valor que poderá ser revisto para 1,3 mg, em acordo com a dose considerada suficiente pela Organização Mundial da Saúde (OMS) para homens adultos. A OMS recomenda um valor ligeiramente menor para mulheres adultas (1,1 mg), excepto quando em gestação (1,4 mg) ou em lactação (1,6 mg). As doses recomendadas para crianças variam entre 0,3 mg/dia para recém-nascidos até aos seis meses de idade e 0,9 mg/dia para crianças entre os sete e os nove anos de idade.